# Thomas Trenchard (2e vicomte Trenchard)
Thomas Trenchard, 2e vicomte Trenchard (15 décembre 1923 - 29 avril 1987) est un pair héréditaire et un ministre junior du gouvernement conservateur de Margaret Thatcher de 1979 à 1983.

## Biographie
Thomas Trenchard est né en 1923, fils de Katherine et Hugh Trenchard, que beaucoup considèrent comme le père de la Royal Air Force. Il fait ses études au collège d'Eton et sert dans le King's Royal Rifle Corps pendant la Seconde Guerre mondiale, recevant le MC en 1945.
Le 19 juin 1948, Thomas Trenchard épouse Patricia Bailey, la fille de l'amiral Sidney Bailey (en).
Ils ont trois enfants :
- Hugh Trenchard (né le 12 mars 1951), plus tard 3e vicomte Trenchard ;
- John Trenchard (né le 13 mars 1953) qui épouse Clare Marsh (la plus jeune fille d'Edward Chandos de Burgh Marsh) en 1983, et a un fils et une fille ;
- Thomas Henry Trenchard (16 juillet 1966 - 23 février 2003) qui épouse Sarah Saunders en 1997 et a une fille.

Il est ensuite directeur d'Unilever Ltd et d'Unilever NV de 1967 à 1977. Il est ministre d'État, département de l'Industrie de 1979 à 1981 et ministre des Marchés publics de la défense de 1981 à 1983.
Lord Trenchard est décédé le 29 avril 1987 et est remplacé par son fils aîné Hugh. Lady Trenchard est décédée en 2016 à l'âge de 90 ans. Ils sont enterrés ensemble dans le cimetière de North Mymms, Hertfordshire.